# Discographie de Christine and the Queens

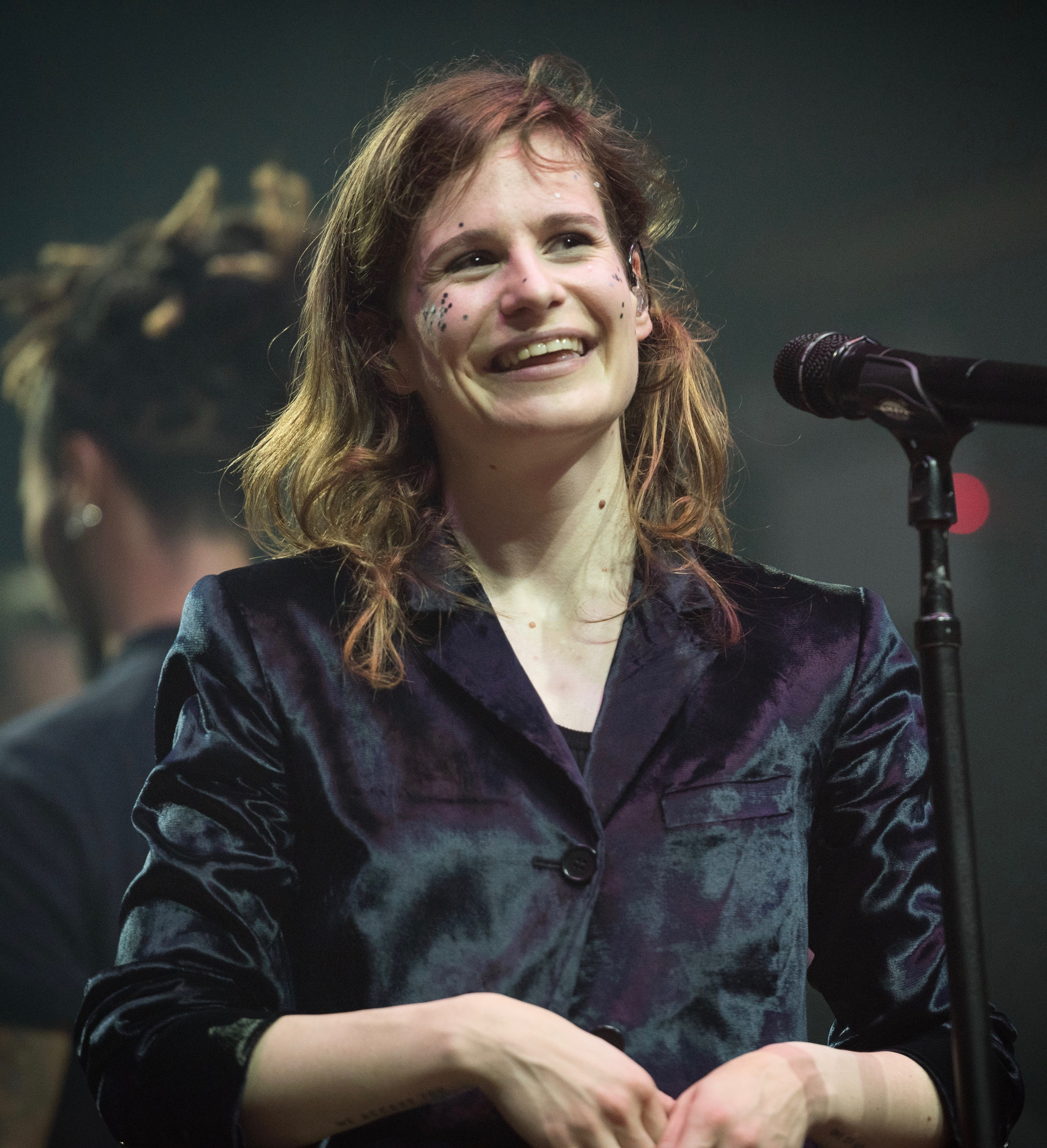
Christine and the Queens lors d'un concert à New York

La discographie de Christine and the Queens comprend l'ensemble des disques du chanteur français.

## Albums studio
| Titre                                                              | Détails de l'album                                    | Meilleure position | Meilleure position | Meilleure position | Meilleure position | Meilleure position | Meilleure position | Meilleure position | Meilleure position | Meilleure position | Meilleure position | Meilleure position | Meilleure position | Meilleure position | Meilleure position | Meilleure position | Certifications               |
| Titre                                                              | Détails de l'album                                    | BEL FL             | BEL WA             | FRA                | R-U                | AUS                | N-Z                | SUI                | SUI ROM            | IRL                | ECO                | P-B                | ALL                | ESP                | CAN (HT)           | USA (HT)           | Certifications               |
| ------------------------------------------------------------------ | ----------------------------------------------------- | ------------------ | ------------------ | ------------------ | ------------------ | ------------------ | ------------------ | ------------------ | ------------------ | ------------------ | ------------------ | ------------------ | ------------------ | ------------------ | ------------------ | ------------------ | ---------------------------- |
| Chaleur humaine / Christine and the Queens                         | Date de sortie : 2014 Label : Because Music           | 5                  | 1                  | 2                  | 2                  | 8                  | 8                  | 7                  | 2                  | 1                  | 2                  | 25                 | —                  | —                  | —                  | —                  | : Diamant · : Or · : Platine |
| Chris                                                              | Date de sortie : septembre 2018 Label : Because Music | 5                  | 1                  | 1                  | 3                  | —                  | —                  | 5                  | 1                  | 12                 | 2                  | 32                 | 36                 | 55                 | 74                 | 55                 | : Platine Export : Platine   |
| Redcar les adorables étoiles (prologue)                            | Date de sortie : novembre 2022 Label : Because Music  | —                  | 22                 | 36                 | 45                 | —                  | —                  | 36                 | —                  | —                  | 15                 | —                  | —                  | —                  | —                  | —                  |                              |
| Paranoia, Angels, True Love                                        | Date de sortie : Juin 2023 Label : Because Music      | 9                  | 9                  | 19                 | 7                  | —                  | —                  | 25                 | —                  | —                  | 7                  | —                  | 40                 | —                  | —                  | 97                 |                              |
| « — » indique que le titre n'est pas sorti ou classé dans le pays. |                                                       |                    |                    |                    |                    |                    |                    |                    |                    |                    |                    |                    |                    |                    |                    |                    |                              |

## Singles
| Titre                                                              | Année | Meilleure position | Meilleure position | Meilleure position | Meilleure position | Meilleure position | Meilleure position | Meilleure position | Meilleure position | Meilleure position | Meilleure position | Album                                        |
| Titre                                                              | Année | BEL FL             | BEL WA             | FRA ,              | P-B                | R-U                | AUS                | N-Z (HT)           | IRL                | SUI                | SUI ROM            | Album                                        |
| ------------------------------------------------------------------ | ----- | ------------------ | ------------------ | ------------------ | ------------------ | ------------------ | ------------------ | ------------------ | ------------------ | ------------------ | ------------------ | -------------------------------------------- |
| Nuit 17 À 52                                                       | 2013  | —                  | —                  | 75                 | —                  | —                  | —                  | —                  | —                  | —                  | —                  | Chaleur humaine                              |
| Christine / Tilted                                                 | 2014  | 1                  | 1                  | 3                  | 41                 | 20                 | 54                 | 1                  | 14                 | 32                 | 5                  | Chaleur humaine                              |
| Saint Claude                                                       | 2014  | —                  | 8                  | 4                  | —                  | —                  | —                  | —                  | —                  | 60                 | 8                  | Chaleur humaine                              |
| iT                                                                 | 2014  | —                  | —                  | —                  | —                  | —                  | —                  | —                  | —                  | —                  | —                  | Chaleur humaine                              |
| Intranquillité                                                     | 2015  | —                  | —                  | 54                 | —                  | —                  | —                  | —                  | —                  | —                  | —                  | Chaleur humaine                              |
| No Harm Is Done                                                    | 2015  | —                  | —                  | 118                | —                  | —                  | —                  | —                  | —                  | —                  | —                  | Chaleur humaine                              |
| Paradis Perdus                                                     | 2015  | —                  | 39                 | 19                 | —                  | —                  | —                  | —                  | —                  | —                  | —                  | Chaleur humaine                              |
| Here (feat. Booba)                                                 | 2016  | —                  | —                  | 52                 | —                  | —                  | —                  | —                  | —                  | —                  | —                  | Chaleur humaine                              |
| Damn, dis-moi (feat. Dâm-Funk)                                     | 2018  | 21                 | 7                  | 7                  | —                  | —                  | —                  | —                  | —                  | —                  | 15                 | Chris                                        |
| Girlfriend                                                         | 2018  | —                  | —                  | 27                 | —                  | 85                 | —                  | —                  | —                  | —                  | —                  | Chris                                        |
| Doesn't Matter (Voleur de soleil)                                  | 2018  | —                  | —                  | 50                 | —                  | —                  | —                  | —                  | —                  | —                  | —                  | Chris                                        |
| 5 dols                                                             | 2018  | —                  | 28                 | 61                 | —                  | —                  | —                  | —                  | —                  | —                  | —                  | Chris                                        |
| La Marcheuse                                                       | 2018  | —                  | —                  | 14                 | —                  | —                  | —                  | —                  | —                  | —                  | 18                 | Chris                                        |
| Comme si                                                           | 2019  | —                  | —                  | —                  | —                  | —                  | —                  | —                  | —                  | —                  | —                  | Chris                                        |
| Gone (feat Charli XCX)                                             | 2019  | —                  | —                  | —                  | —                  | 58                 | —                  | —                  | —                  | —                  | —                  | Charli                                       |
| People, I've been sad                                              | 2020  | —                  | —                  | 36                 | —                  | —                  | —                  | —                  | —                  | —                  | —                  | La Vita Nuova                                |
| Je disparais dans tes bras                                         | 2020  | —                  | —                  | 96                 | —                  | —                  | —                  | —                  | —                  | —                  | —                  | La Vita Nuova                                |
| La Vita Nuova (featuring Caroline Polachek)                        | 2020  | —                  | —                  | 5                  | —                  | —                  | —                  | —                  | —                  | —                  | —                  | La Vita Nuova                                |
| Eyes of a Child                                                    | 2020  | —                  | —                  | 85                 | —                  | —                  | —                  | —                  | —                  | —                  | —                  | Hanna: Season 2                              |
| 3Sex (feat Indochine)                                              | 2020  | —                  | 8                  | 3                  | —                  | —                  | —                  | —                  | —                  | —                  | —                  | Singles Collection                           |
| Body (feat 070 Shake)                                              | 2022  | —                  | –                  | –                  | —                  | —                  | —                  | —                  | —                  | —                  | —                  | You Can't Kill Me                            |
| Je te vois enfin                                                   | 2022  | —                  | –                  | –                  | —                  | —                  | —                  | —                  | —                  | —                  | —                  | Redcar les adorables étoiles (prologue) (en) |
| Rien dire                                                          | 2022  | —                  | –                  | –                  | —                  | —                  | —                  | —                  | —                  | —                  | —                  | Redcar les adorables étoiles (prologue) (en) |
| La chanson du chevalier                                            | 2022  | —                  | –                  | –                  | —                  | —                  | —                  | —                  | —                  | —                  | —                  | Redcar les adorables étoiles (prologue) (en) |
| To Be Honest                                                       | 2023  | —                  | –                  | –                  | —                  | —                  | —                  | —                  | —                  | —                  | —                  | Paranoïa, Angels, True Love (en)             |
| True Love (feat 070 Shake)                                         | 2023  | —                  | –                  | –                  | —                  | —                  | —                  | —                  | —                  | —                  | —                  | Paranoïa, Angels, True Love (en)             |
| Tears Can Be So Soft!                                              | 2023  | —                  | –                  | –                  | —                  | —                  | —                  | —                  | —                  | —                  | —                  | Paranoïa, Angels, True Love (en)             |
| A Day in the Water                                                 | 2023  | —                  | –                  | –                  | —                  | —                  | —                  | —                  | —                  | —                  | —                  | Paranoïa, Angels, True Love (en)             |
| rentrer chez moi                                                   | 2024  | —                  | –                  | –                  | —                  | —                  | —                  | —                  | —                  | —                  | —                  | single sans album                            |
| That's Us/Wild Combination (& Rahim Redcar)                        | 2024  | —                  | –                  | –                  | —                  | —                  | —                  | —                  | —                  | —                  | —                  | single sans album                            |
| Catching feelings (& Cerrone)                                      | 2025  | —                  | –                  | –                  | —                  | —                  | —                  | —                  | —                  | —                  | —                  | –                                            |
| « — » indique que le titre n'est pas sorti ou classé dans le pays. |       |                    |                    |                    |                    |                    |                    |                    |                    |                    |                    |                                              |

## Apparitions
- 2015 : Twinsmatic - 3 A.M. feat. Christine and the Queens (Sur l’album Nowhere)
- 2017 : Mura Masa - Second 2 None feat. Christine and the Queens (Sur l’album Mura Masa)
- 2019 : Hamza - Minuit 13 feat. Christine and the Queens & Oxmo Puccino (Sur l’album Paradise)
- 2019 : Charli XCX - Gone feat. Christine and the Queens (Sur l’album Charli)
- 2020 : Indochine & Christine and the Queens - 3SEX
- 2020 : Tayc - Haine colorée feat. Christine and the Queens (Sur l’album Fleur froide)
- 2022 : Charli XCX - New Shapes feat. Caroline Polachek & Christine and the Queens (Sur l’album CRASH)
- 2024 : MGMT - Dancing in Babylon feat. Christine and the Queens